# Parapholis gracilis
Parapholis gracilis är en gräsart som beskrevs av Norman Loftus Bor. Parapholis gracilis ingår i släktet ormaxsläktet, och familjen gräs. Inga underarter finns listade i Catalogue of Life.